# Georges Rency
Georges Rency (Bruselas, 22 de noviembre de 1875-1951) fue un escritor belga de lengua francesa.

## Biografía
Georges Rency, llamado en realidad Albert Stassart, nació en Bruselas (Bélgica) el 22 de noviembre de 1875 en una familia acomodada. Tras obtener un doctorado en filología clásica por la Universidad Libre de Bruselas, trabajó como profesor de secundaria en distintas localidades, como Tongeren, Amberes, Huy, Namur y finalmente Bruselas, donde enseñó durante treinta años. En 1934, fue nombrado inspector lingüístico de enseñanza media y escuela normal.
Colaboró como crítico literario con periódicos belgas como Le Soir o L'Indépendance belge. Ingresó en la Real Academia de la Lengua y Literatura Francesa de Bélgica el 12 de abril de 1930.

## Obras
- 1898 – Madeleine, précédé d’une épître à Paul Adam sur l’émotion d’art.
- 1906 – Les Contes de la hulotte.
- 1912 – Propos de littérature.
- 1907 – Physionomies littéraires.
- 1926 – Histoire illustrée de la littérature belge de langue française des origines à 1925, con Henri Liebrecht. Premio de la Academia Francesa
- 1942 – Georges Eekhoud.